# Пфорцхайм
Пфо́рцхайм (в старой передаче немецких названий — Пфорцгейм, Пфорцхейм; нем. Pforzheim, алем. нем. Pforze) — город на западе германской земли Баден-Вюртемберг. Из-за своего расположения и уходящей в глубокое прошлое традиции ювелирных ремёсел Пфорцхайм нередко называют воротами в Шварцвальд или золотым городом. Крупными городами по соседству с Пфорцхаймом являются Карлсруэ к западу и Штутгарт к востоку.
Город Пфорцхайм (Pforzheim) в Германии известен своей старой традицией производства золотых и серебряных украшений. Находится этот город на юге Германии, в федеральной земле Баден-Вюртемберг. Пфорцхайм называют «немецкой метрополией золота и часов».

## История
История города Пфорцхайм в качестве «метрополии часов и золотых украшений» началась в 1767 году, когда граф Фридрих Баденский разрешил французу Жану Франсуа Аутрану построить фабрику по производству карманных часов.
В этом же году производство было расширено за счёт присоединения фабрики по производству украшений и товаров из стали. Некоторое время спустя слава Пфорцхайма стала известна за границей, где его называли «Маленькой Женевой». Благодаря удачному географическому расположению на пересечении путей из Парижа в Прагу и из Франкфурта в Ульм город стал быстро развиваться и поставлять свои золотые украшения в ближнее и дальнее зарубежье.
В 1913 году город насчитывал 75.000 жителей, из них 13.000 были заняты в производстве часов и украшений, перед началом Второй мировой войны в этой отрасли трудилось 24.000 человек. 23 февраля 1945 вся индустрия производства украшений была разрушена во время бомбёжки союзников антигитлеровской коалиции. Зато после окончания войны началось усиленное восстановление, и уже в 1953 году город Пфорцхайм снова стал главным поставщиком золотых и серебряных украшений.
На сегодняшний день 70 % товарооборота всей немецкой промышленности по производству товаров из золота и серебра приходится на Пфорцхайм, а 80 % экспортируемых из Германии драгоценностей были сделаны именно в Пфорцхайме.
Учитывая историческое прошлое города, 17 июня 2005 года прямо в центре был создан необычный аттракцион национального и международного уровня. Город стал большой витриной дорогих украшений и часов.

## Описание

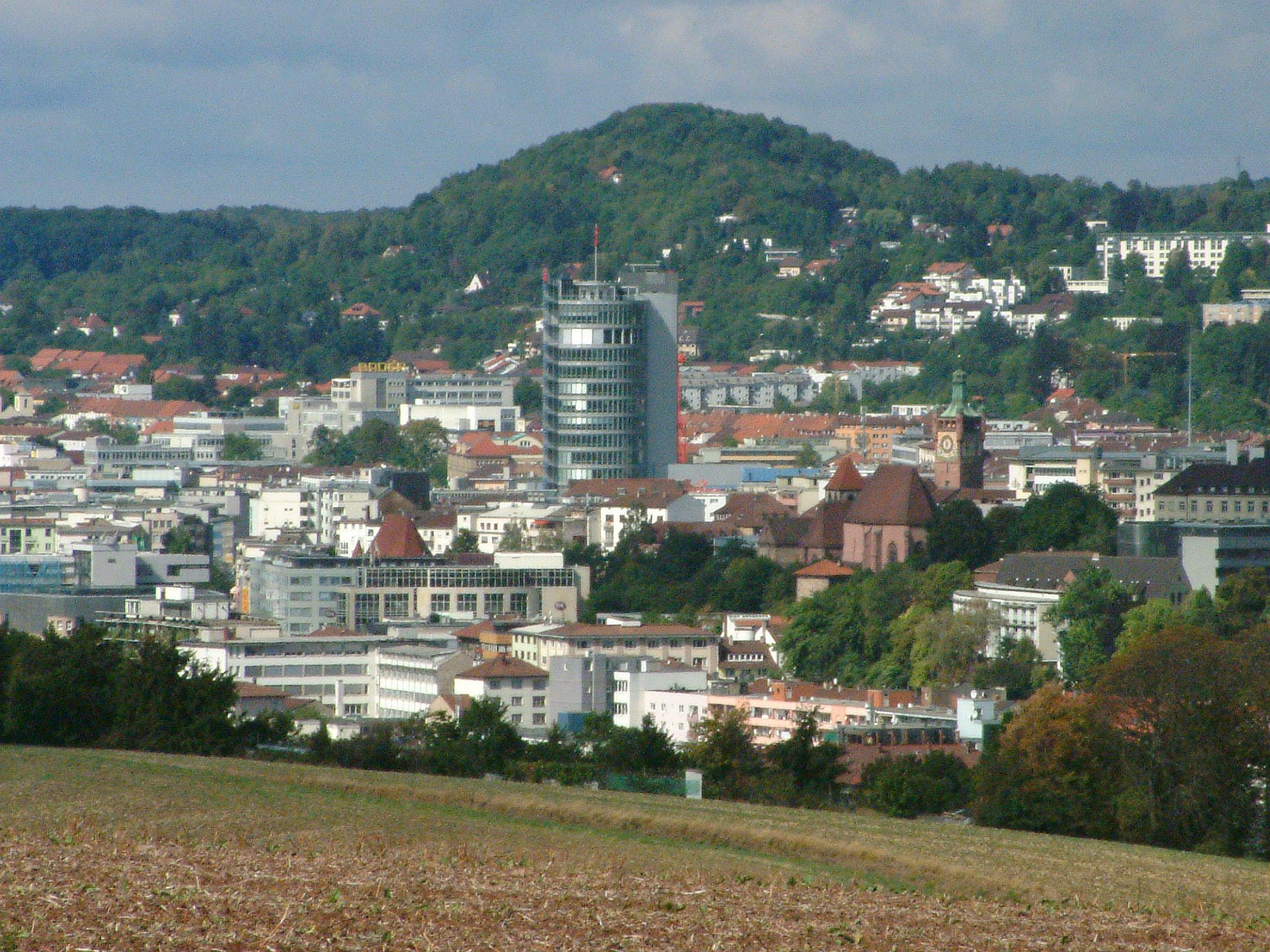
Панорама города Пфорцхайм

Город был основан ещё римлянами, и его название восходит, вероятно, к латинскому слову portus — порт.
Город тяжело пострадал от бомбардировок союзников в конце Второй мировой войны. Наиболее разрушительный рейд состоялся 23 февраля 1945 года, когда погибло более 17 тысяч жителей.
10 июля 1968 года по Пфорцхайму прошёл смерч, вызвавший гибель 2 человек и получивший большую огласку как в Германии, так и за её пределами.
Пфорцхайм насчитывает 119 423 жителя (на 31 декабря 2007 года).
Город-побратим Пфорцхайма — Иркутск.

## Экономика
Пфорцхайм является одним из крупных центров в Баден-Вюртемберге и имеет одну из самых высоких промышленных плотностей в стране. На 1000 жителей приходятся 593 рабочих. В 2016 году Пфорцхайм обеспечил в пределах города валовой внутренний продукт (ВВП) в размере 4,943 млрд. Евро. ВВП на душу населения в том же году составил 40 227 евро (Баден-Вюртемберг: 43 632 евро, Германия 38 180 евро), что значительно ниже среднего показателя по региону. Это 64 584 на одного работника. В городе есть четыре крупных коммерческих района: Wilferdinger Höhe, долина Brötzinger, Altgefäll и Hohenäcker.
Экономика лишь частично ориентирована на производство часов и ювелирных изделий. 75 процентов немецких ювелирных изделий происходит из Пфорцхайма (например, Wellendorff). Тем не менее, многие рабочие места предоставляются в области обработки металлов, электроники и электротехники. Заказ по почте (Bader Versand, Klingel, компания по доставке почты, Wenz) с миллионами продаж занимает лидирующую позицию в Германии. В Пфорцхайме около 68 100 рабочих. Покупательная способность на одного жителя составила 19 400 евро.
В Атласе будущего 2016 года город Пфорцхайм на уровне округа занял 87 место из 402 районов, муниципальных объединений и независимых городов Германии, что делает его одним из мест с «высокими перспективами на будущее».
В Пфорцхайме и прилегающем районе Энц с 1949 года выпускается ежедневная независимая газета Pforzheimer Zeitung.

### Транспорт
В городе есть 14 линий автобуса. 1 линия трамвая.

## Культура

### Театр
Театр Пфорцхайма — многопартийный театр с оперой, опереттой, музыкальной, драматической, балетной и молодой сценой. Kulturhaus Osterfeld рассматривает себя как социокультурный центр и в то же время является местом встречи независимых групп (например, любительского театра) и местом встречи различных групп и ассоциаций.
В кукольном театре Mottenkäfig проводятся вечерние мероприятия, детские спектакли и короткие программы.

### Музыка
Badische Philharmonie Pforzheim: Badische Philharmonie Pforzheim под руководством Маркуса Хубера является концертным и оперным оркестром в Государственном театре Пфорцхайма.
Камерный оркестр Юго-Западной Германии в Пфорцхайме: Камерный оркестр Юго-Западной Германии в Пфорцхайме был основан в 1950 году Фридрихом Тилегантом. В нем, среди прочего, участвовала мировая премьера произведения Бориса Блахера. Как чисто струнный ансамбль, в него входят 14 музыкантов из семи стран.
Известная немецкая поп-рок-группа Fools Garden была основана в Пфорцхайме в 1991 году и базируется там до сих пор.

### Культурные сооружения
- Дом культуры Остерфельд
- Городская библиотека Пфорцхайм
- Конгресс-центр Пфорцхайм (CCP):
- Кинотеатр KOKI Kommunales Kino: с 2003 года в программе кинотеатр демонстрируются фильмы в кинозале на 106 мест в новом зале Schlossberg 20.
- Дом молодежи Jugendhaus

### Музеи
- Конгресс-центр на площади детского дома
- Археологические раскопки Каппельхоф — римские и средневековые раскопки
- Музей сельского хозяйства Eutingen
- Музей ГДР «Против забвения» — Pforzheim Hagenschießstr. 9
- Дом Landsmannschaften
- Муниципальная галерея Пфорцхайм
- Reuchlinhaus
- Музей ювелирных изделий Пфорцхайма в Рейхлинхаусе
- Городской музей Пфорцхайма
- Технический музей ювелирной и часовой промышленности в Пфорцхайме
- Bahnhof Weißenstein — музей железной дороги в Пфорцхайме
- Римская усадьба в канцелярском лесу
- Выставка драгоценных камней
- Музей минералов
- Музей Йоханнеса Рейхлина: музей был открыт в сентябре 2008 года и одновременно является завершением реконструкции замка и соборной церкви Святого Михаила. На выставке представлены сведения о происхождении, жизни, творчестве и влиянии Йоханнеса Рейхлина, первого гуманиста Германии.

## Достопримечательности
- Церковь Святого Михаила
- Церковь Святого Франциска
- Дом Рейхлина